# 1774년 영국 총선
1767년 휘그당 정부 하에서 재무상을 맡으며 능력을 인정받은 프레드릭 노스는 1770년 조지 3세에 의해 수상에 임명된다. 노스 경은 휘그당 정부에서 요직을 거쳤음에도 토리당에 가까웠기 때문에 사실상의 정권교체가 이뤄졌다. 사실 50년이 넘는 휘그당의 장기집권 속에 휘그당이나 토리당은 사실상 존재하지 않았으나 그의 반대자들은 스스로를 휘그당이라 했으며, 수상의 지지자들을 토리당이라 불렀다. 그리고 선거 결과, 수상 지지자들이 과반을 차지하게 된다

## 선거 결과
| 정당   | 의석 수 |
| ------ | ------- |
| 토리당 | 343석   |
| 휘그당 | 215석   |
| 합계   | 558석   |